# ゴールデン☆ベスト (林田健司のアルバム)
『GOLDEN☆BEST 林田健司』（ゴールデン☆ベストはやしだけんじ）は、林田健司通算3枚目のベスト・アルバム。
2005年4月20日にBMGファンハウスより発売された。

## 解説
各レコード会社から発売されている廉価版ベスト・アルバム、ゴールデン☆ベストシリーズの一枚。
1991年から1995年までに発売された楽曲から選曲されている。

## 収録曲
作詞：森浩美,作曲：林田健司（特記以外）
1. SHERRY
作詞：林田健司・谷亜ヒロコ、編曲：Bonny & Clayd
デビュー・シングル。
2. 夏を揺らさないで
編曲：Bonny & Clayd
シングル『SHERRY』カップリング曲。
3. KID NAP IN LOVE
編曲：Bonny & Clayd
アルバム『RAPHLES』収録曲。
4. 君は僕の永遠
編曲：林田健司・Chokkaku
アルバム『Unbalance』収録曲。
5. JEALOUSY IN LOVE
編曲：清水信之
2枚目のシングル。
6. $10
作詞：林田健司・森浩美、編曲：林田健司・Chokkaku
アルバム『Unbalance』収録曲。
7. Long Distance Love
編曲：Chokkaku
ミニアルバム『VOX』収録曲。
8. 君に好きと言ってから
作詞：戸沢暢美、編曲：西脇辰弥
Chorus Arrangement：佐々木久美・Candee
アルバム『GEBO』収録曲。
9. Heart Of Gold
編曲：Chokkaku
3枚目のシングル。
10. Cool
作詞：林田健司、編曲：Chokkaku
4枚目のシングル。
11. 青いイナズマ
編曲：Chokkaku
Chorus Arrangement：佐々木久美・Candee
4枚目のシングル。
12. ランデヴー In The Sky
作詞：戸沢暢美、編曲：長岡成貢
Chorus Arrangement：佐々木久美
アルバム『白組』収録曲。
13. Kanshaして
作詞：戸沢暢美、編曲：Teddy & Melvin
Chorus Arrangement：Candee
アルバム『RAPHLES V』収録曲。
14. Crazy Funky Down
作詞：林田健司・森浩美、編曲：林田健司
Horn Arrangement：村田陽一
5枚目のシングル。
15. 花に水やるラヴ・ソング
作詞：戸沢暢美、編曲：長岡成貢
Chorus Arrangement：高尾直樹・Candee
6枚目のシングル。